# Cadmiumnitrid
Cadmiumnitrid ist eine anorganische chemische Verbindung des Cadmiums aus der Gruppe der Nitride.

## Gewinnung und Darstellung
Cadmiumnitrid kann durch thermische Zersetzung von Cadmiumamid bei 180 °C gewonnen werden.
{\displaystyle \mathrm {3\ Cd(NH_{2})_{2}\longrightarrow Cd_{3}N_{2}+4\ NH_{3}} }
Sie kann auch durch thermische Zersetzung von Cadmiumazid bei 210 °C gewonnen werden.

## Eigenschaften
Cadmiumnitrid ist ein schwarzer Feststoff, der sich bei Kontakt mit Luft und Feuchtigkeit zersetzt. Mit verdünnten Säuren und Laugen erfolgt explosionsartiger Zerfall. Die Verbindung besitzt eine kubische Kristallstruktur vom anti-Mangan(III)-oxid-Typ (a = 1079 pm).